# PSA World Tour 2015/16
Die PSA World Tour 2015/16 umfasst alle Squashturniere der Herren-Saison 2015/16 der PSA World Tour. Sie begann am 1. August 2015 und endete am 31. Juli 2016. Die nach dem Monat sortierte Übersicht zeigt den Ort des Turniers an, dessen Namen, das ausgeschüttete Gesamtpreisgeld, sowie den Sieger des Turniers. In der abschließenden Tabelle werden sämtliche Turniersieger nach der Menge ihrer Titel aufgelistet. Dabei ist es nicht relevant, welche Wertigkeit die vom Spieler gewonnenen Turniere besaßen, auch wenn eine entsprechende Erfassung erfolgt.
In der Saison 2015/16 fanden insgesamt 158 Turniere statt. Das Gesamtpreisgeld betrug 3.710.750 US-Dollar.

## Tourinformationen

### Anzahl nach Turnierserie
| Turnierserie | WM 1 | WS 2 | PSA 100 3 | PSA 70 | PSA 50 | PSA 35 | PSA 25 | PSA 15 4 | PSA 10 | PSA 5 |
| ------------ | ---- | ---- | --------- | ------ | ------ | ------ | ------ | -------- | ------ | ----- |
| Anzahl       | 1    | 8    | 3         | 5      | 4      | 6      | 7      | 16       | 28     | 80    |
| Gesamt       | 1    | 8    | 25        | 25     | 25     | 25     | 25     | 124      | 124    | 124   |

## Turnierplan

### August
| Datum         | Ort       | Turnier                                            | Preisgeld | Sieger           |
| ------------- | --------- | -------------------------------------------------- | --------- | ---------------- |
| 03.08.–08.08. | Bogotá    | XVIII Abierto Colombiano de Squash Club El Nogal   | $ 50.000  | Alfredo Ávila    |
| 03.08.–09.08. | Melbourne | Australian Open 2015                               | $ 28.750  | Paul Coll        |
| 04.08.–09.08. | Jerewan   | Grand Sport Armenian Challenger 2015               | $ 5.000   | Mazen Gamal      |
| 10.08.–15.08. | Toronto   | Colony Ford Lincoln NSA Open 2015                  | $ 5.000   | Shahjahan Khan   |
| 11.08.–14.08. | Kangar    | Malaysian Tour Squash VI 2015                      | $ 5.000   | Ivan Yuen        |
| 12.08.–16.08. | Melbourne | Greater Shepparton City Council International 2015 | $ 5.000   | Douglas Kempsell |
| 19.08.–23.08. | Odessa    | Zenit Black Sea Open 2015                          | $ 5.000   | Stéphane Galifi  |
| 19.08.–23.08. | Melbourne | City of Greater Bendigo International 2015         | $ 5.000   | Joel Makin       |
| 25.08.–30.08. | Belfast   | Belfast Open 2015                                  | $ 5.000   | Joel Hinds       |
| 27.08.–30.08. | Sydney    | New South Wales Open 2015                          | $ 5.000   | Zac Alexander    |
| 27.08.–30.08. | Helsinki  | Suez Helsinki Summer Challenger 2015               | $ 5.000   | Miko Äijänen     |
| 31.08.–06.09. | Nantes    | Open International de Squash de Nantes 2015        | $ 10.000  | Grégoire Marche  |

### September
| Datum         | Ort             | Turnier                                              | Preisgeld | Sieger             |
| ------------- | --------------- | ---------------------------------------------------- | --------- | ------------------ |
| 01.09.–06.09. | Brüggen         | Insel Brüggen Open 2015                              | $ 5.000   | Jaakko Vähämaa     |
| 01.09.–06.09. | Mumbai          | JSW Indian Squash Circuit NSCI Open 2015             | $ 15.000  | Adrian Waller      |
| 01.09.–06.09. | Shanghai        | Stars on the Bund China Open 2015                    | $ 100.000 | Grégory Gaultier   |
| 03.09.–06.09. | Coffs Harbour   | North Coast Open 2015                                | $ 5.000   | Douglas Kempsell   |
| 08.09.–12.09. | Kuantan         | Malaysian Tour Squash VII 2015                       | $ 5.000   | Addeen Idrakie     |
| 08.09.–13.09. | Houston         | Champion Fiberglass Open 2015                        | $ 10.000  | Declan James       |
| 08.09.–13.09. | Mumbai          | CCI International JSW Indian Circuit 2015            | $ 35.000  | Borja Golán        |
| 09.09.–14.09. | Manchester      | AJ Bell British Grand Prix 2015                      | $ 70.000  | Mohamed Elshorbagy |
| 13.09.–19.09. | Charlottesville | Charlottesville Open 2015                            | $ 35.000  | Stephen Coppinger  |
| 14.09.–17.09. | Barcelona       | XVI Trofeu Internacional Ciutat de Barcelona 2015    | $ 5.000   | George Parker      |
| 14.09.–19.09. | London          | Roberts Nash Advisory Group Nash Cup 2015            | $ 15.000  | Declan James       |
| 15.09.–20.09. | Santa Fe        | Kiva Club Open 2015                                  | $ 5.000   | Chris Hanson       |
| 15.09.–20.09. | Macau           | Macau Open 2015                                      | $ 50.000  | Max Lee            |
| 21.09.–26.09. | Waterloo        | BDO Northfield Cup 2015                              | $ 5.000   | Leandro Romiglio   |
| 22.09.–27.09. | Kalkutta        | Kolkata International JSW Indian Squash Circuit 2015 | $ 35.000  | Saurav Ghosal      |
| 23.09.–29.09. | San Francisco   | Netsuite Open 2015                                   | $ 100.000 | Ramy Ashour        |
| 25.09.–27.09. | Prag            | City of Prague Open 2015                             | $ 5.000   | Mark Fuller        |
| 29.09.–02.10. | Salt Lake City  | Squashworks Salt Lake City Open 2015                 | $ 10.000  | Ben Coleman        |
| 29.09.–04.10. | Oslo            | Grays Norwegian Open 2015                            | $ 15.000  | Mohamed Reda       |

### Oktober
| Datum         | Ort                 | Turnier                                                 | Preisgeld | Sieger             |
| ------------- | ------------------- | ------------------------------------------------------- | --------- | ------------------ |
| 01.10.–04.10. | Sheffield           | Courtcraft Nick Matthew Academy Steel City Open 2015    | $ 10.000  | Declan James       |
| 01.10.–06.10. | Islamabad           | CAS International Squash Championship 2015              | $ 25.000  | Mohamed Abouelghar |
| 05.10.–09.10. | London              | LOC Charing Cross Classic 2015                          | $ 5.000   | Daniel Poleshchuk  |
| 05.10.–10.10. | McLean              | Any Presence Open PSA Tour 10 2015                      | $ 10.000  | Farhan Zaman       |
| 08.10.–17.10. | Philadelphia        | Delaware Investments US Open 2015                       | $ 150.000 | Grégory Gaultier   |
| 12.10.–18.10. | Niagara-on-the-Lake | Black Knight & Copacabana White Oaks Court Classic 2015 | $ 5.000   | Piëdro Schweertman |
| 14.10.–17.10. | Saint Paul          | Securian Open 2015                                      | $ 5.000   | Christopher Binnie |
| 19.10.–22.10. | Chennai             | JSW Indian Squash Circuit IV 2015                       | $ 10.000  | Mohamed Reda       |
| 19.10.–24.10. | Weybridge           | Clic Sargant St George’s Hill Open 2015                 | $ 25.000  | Chris Simpson      |
| 20.10.–25.10. | Halifax             | Welaptega Bluenose Squash Classic 2015                  | $ 35.000  | Ryan Cuskelly      |
| 22.10.–25.10. | Vernon Hills        | Lifetime Fitness Chicago Open 2015                      | $ 10.000  | Danish Atlas Khan  |
| 28.10.–01.11. | Cleveland           | Cleveland Skating Club Open 2015                        | $ 6.000   | Andrew Wagih       |
| 29.10.–01.11. | Mackay              | Mackay Open 2015                                        | $ 5.000   | Zac Alexander      |
| 29.10.–06.11. | Doha                | Qatar Classic 2015                                      | $ 150.000 | Mohamed Elshorbagy |

### November
| Datum         | Ort              | Turnier                                                   | Preisgeld | Sieger                 |
| ------------- | ---------------- | --------------------------------------------------------- | --------- | ---------------------- |
| 03.11.–08.11. | Minneapolis      | Lifetime Fitness Minneapolis Open 2015                    | $ 10.000  | Arturo Salazar         |
| 03.11.–08.11. | Ottawa           | Goodlife Open 2015                                        | $ 10.000  | Tom Ford               |
| 05.11.–08.11. | Gold Coast       | Queensland Open 2015                                      | $ 5.000   | Zac Alexander          |
| 05.11.–10.11. | Islamabad        | President Gold Cup International Squash Tournament 2015   | $ 25.000  | Nasir Iqbal            |
| 06.11.–10.11. | Doha             | Qatar Circuit I 2015                                      | $ 15.000  | Mohamed Reda           |
| 11.11.–14.11. | St. Louis        | RC Pro Series 2015                                        | $ 15.000  | Alan Clyne             |
| 11.11.–14.11. | Kuala Lumpur     | Malaysian Tour Squash VIII 2015                           | $ 5.000   | Wong Chi-Him           |
| 12.11.–15.11. | Niort            | Open International Niort Venise Verte 2015                | $ 5.000   | Christophe André       |
| 12.11.–15.11. | Madison          | Madison Open 2015                                         | $ 5.000   | Angus Gillams          |
| 13.11.–22.11. | Seattle          | Squash-Weltmeisterschaft 2015                             | $ 325.000 | Grégory Gaultier       |
| 14.11.–15.11. | Bexley           | MBAir UK Bexley Open 2015                                 | $ 5.000   | Joshua Masters         |
| 18.11.–20.11. | Penang           | Malaysian Tour Squash IX 2015                             | $ 5.000   | Ivan Yuen              |
| 18.11.–21.11. | Sutton Coldfield | Sutton Coldfield International 2015                       | $ 5.000   | Jan Van den Herrewegen |
| 19.11.–22.11. | Saskatoon        | Sunrise Foods Saskatoon International Movember Boast 2015 | $ 10.000  | Tom Ford               |
| 20.11.–22.11. | Danzig           | Euro Styl Open 2015                                       | $ 5.000   | Piëdro Schweertman     |
| 23.11.–28.11. | Edmonton         | ReidBuilt Homes Edmonton Open 2015                        | $ 35.000  | Karim Abdel Gawad      |
| 25.11.–28.11. | Kuala Lumpur     | Malaysian Tour Squash X 2015                              | $ 5.000   | Addeen Idrakie         |
| 24.11.–29.11. | London           | London Open 2015                                          | $ 10.000  | Paul Coll              |
| 29.11.–06.12. | Hongkong         | Cathay Pacific Sun Hung Kai Financial Hong Kong Open 2015 | $ 150.000 | Mohamed Elshorbagy     |

### Dezember
| Datum         | Ort          | Turnier                            | Preisgeld | Sieger            |
| ------------- | ------------ | ---------------------------------- | --------- | ----------------- |
| 01.12.–04.12. | Montreal     | MAA Invitational 2015              | $ 5.000   | Jaymie Haycocks   |
| 02.12.–05.12. | Valencia     | PSA Valencia 2015                  | $ 10.000  | Jens Schoor       |
| 03.12.–06.12. | Boca Raton   | Lifetime Fitness Florida Open 2015 | $ 10.000  | Vikram Malhotra   |
| 04.12.–06.12. | Berlin       | Airport XMas Challenger 2015       | $ 5.000   | Reiko Peter       |
| 08.12.–10.12. | Kuala Lumpur | Malaysian Tour Squash XI 2015      | $ 5.000   | Eddie Charlton    |
| 10.12.–12.12. | Bratislava   | IMET Open 2015                     | $ 5.000   | Chris Fuller      |
| 17.12.–19.12. | Kiew         | Pareti Squash Open 2015            | $ 5.000   | Christophe André  |
| 19.12.–23.12. | Doha         | Qatar Circuit II 2015              | $ 15.000  | Omar Abdel Meguid |

### Januar
| Datum         | Ort              | Turnier                                   | Preisgeld | Sieger             |
| ------------- | ---------------- | ----------------------------------------- | --------- | ------------------ |
| 07.01.–14.01. | New York City    | J. P. Morgan Tournament of Champions 2016 | $ 150.000 | Mohamed Elshorbagy |
| 09.01.–10.01. | Nîmes            | Open du Gard 2016                         | $ 5.000   | Christophe André   |
| 14.01.–17.01. | Penticton        | Sandman Open Penticton 2016               | $ 5.000   | Angus Gillams      |
| 21.01.–24.01. | Medicine Hat     | Holtrand Open 2016                        | $ 10.000  | Ben Coleman        |
| 22.01.–24.01. | Helsinki         | Suez Helsinki Winter Challenger 2016      | $ 5.000   | Matthew Hopkin     |
| 22.01.–25.01. | Bloomfield Hills | Motor City Open 2016                      | $ 70.000  | Ali Farag          |
| 28.01.–31.01. | Mikkeli          | Savcor Group Finnish Open 2016            | $ 5.000   | Shehab Essam       |
| 28.01.–31.01. | Calgary          | Bankers Hall Club Pro Am 2016             | $ 10.000  | Raphael Kandra     |

### Februar
| Datum         | Ort       | Turnier                                                   | Preisgeld | Sieger             |
| ------------- | --------- | --------------------------------------------------------- | --------- | ------------------ |
| 03.02.–06.02. | Portland  | Oregon Open 2016                                          | $ 15.000  | Omar Abdel Meguid  |
| 04.02.–07.02. | Linköping | UCS Swedish Open 2016                                     | $ 70.000  | Karim Abdel Gawad  |
| 10.02.–14.02. | Phoenix   | Ganem Vein Institute Cactus Classic 2016                  | $ 16.000  | Omar Abdel Meguid  |
| 16.02.–20.02. | Cartagena | Taeq Squashcolombia PSA Open 2016                         | $ 115.000 | Mohamed Elshorbagy |
| 24.02.–27.02. | Toronto   | Guilfoyle Financial PSA Classic 2016                      | $ 5.000   | Martin Knight      |
| 24.02.–28.02. | Calgary   | Lew-Lapointe Real Estate Mount Royal University Open 2016 | $ 5.000   | Andrew Schnell     |
| 25.02.–28.02. | Kisch     | Iran Squash Federation Kish Persian Gulf 2016             | $ 5.000   | Baptiste Masotti   |
| 25.02.–02.03. | Chicago   | Guggenheim Partners & Equitrust Windy City Open 2016      | $ 150.000 | Mohamed Elshorbagy |

### März
| Datum         | Ort           | Turnier                                     | Preisgeld | Sieger                 |
| ------------- | ------------- | ------------------------------------------- | --------- | ---------------------- |
| 03.03.–06.03. | Seattle       | Stratos Seattle Open 2016                   | $ 10.000  | Andrew Schnell         |
| 03.03.–06.03. | Newcastle     | Northumbria Open 2016                       | $ 5.000   | George Parker          |
| 03.03.–06.03. | Sandy Springs | Lifetime Atlanta Open 2016                  | $ 10.000  | Abdulla Mohd Al Tamimi |
| 03.03.–06.03. | Montreal      | Montreal Open 2016                          | $ 35.000  | Ali Farag              |
| 07.03.–11.03. | London        | Canary Wharf Squash Classic 2016            | $ 70.000  | Mathieu Castagnet      |
| 09.03.–13.03. | Kriens        | Sekisui Open 2016                           | $ 15.000  | Mahesh Mangaonkar      |
| 10.03.–13.03. | Winnipeg      | Qalico Manitoba Open 2016                   | $ 15.000  | Campbell Grayson       |
| 15.03.–18.03. | London        | The Wimbledon Club Squash Squared Open 2016 | $ 25.000  | James Willstrop        |
| 17.03.–19.03. | Kriens        | Inno Wood Open 2016                         | $ 5.000   | Joshua Larkin          |
| 20.03.–23.03. | Doha          | Qatar Circuit III 2016                      | $ 15.000  | Abdulla Mohd Al Tamimi |
| 21.03.–27.03. | Hull          | Allam British Open 2016                     | $ 150.000 | Mohamed Elshorbagy     |
| 25.03.–27.03. | Moskau        | BCS Russian Open 2016                       | $ 5.000   | Geoffrey Demont        |
| 29.03.–31.03. | Malakka       | Malaysian Squash Tour I 2016                | $ 5.000   | Vikram Malhotra        |
| 31.03.–03.04. | Aberdeen      | Trace Oil & Gas North of Scotland Open 2016 | $ 10.000  | Youssef Soliman        |

### April
| Datum         | Ort          | Turnier                                      | Preisgeld | Sieger             |
| ------------- | ------------ | -------------------------------------------- | --------- | ------------------ |
| 01.04.–03.04. | Sacramento   | SVSL Sacramento Open 2016                    | $ 5.000   | Andrew Schnell     |
| 06.04.–08.04. | Kriens       | Pilatus Cup 2016                             | $ 5.000   | Reiko Peter        |
| 06.04.–09.04. | Salzburg     | Austrian Open 2016                           | $ 5.000   | Joshua Masters     |
| 07.04.–10.04. | Madison      | Madison Squash Workshop Spring Classic 2016  | $ 5.000   | Angus Gillams      |
| 11.04.–14.04. | Karatschi    | 6th Parco Roshan Khan Open 2016              | $ 15.000  | Farhan Zaman       |
| 13.04.–16.04. | Kuala Lumpur | Malaysian Squash Tour II 2016                | $ 5.000   | Eain Yow Ng        |
| 13.04.–17.04. | Zürich       | Grasshopper Cup 2016                         | $ 70.000  | Marwan Elshorbagy  |
| 14.04.–17.04. | Rochester    | Rochester ProAm 2016                         | $ 5.000   | Martin Knight      |
| 18.04.–22.04. | Johannesburg | Assore Central Gauteng Open 2016             | $ 5.000   | Leandro Romiglio   |
| 19.04.–22.04. | Kuala Lumpur | Malaysian Squash Tour III 2016               | $ 10.000  | Rex Hedrick        |
| 20.04.–23.04. | Dublin       | Gillenmarkets Irish Squash Open 2016         | $ 15.000  | Lucas Serme        |
| 20.04.–23.04. | Sudbury      | Northern Ontario Open 2016                   | $ 10.000  | Arturo Salazar     |
| 24.04.–29.04. | el-Guna      | El Gouna International 2016                  | $ 150.000 | Mohamed Elshorbagy |
| 25.04.–29.04. | Kapstadt     | Keith Grainger Memorial UCT Squash Open 2016 | $ 5.000   | Aqeel Rehman       |
| 28.04.–01.05. | Lwiw         | Lviv Karakal Lion Squash Cup 2016            | $ 5.000   | Christophe André   |
| 28.04.–01.05. | Ipswich      | Christchurch Vets Ipswich Open 2016          | $ 5.000   | Youssef Soliman    |
| 28.04.–01.05. | Charlotte    | Charlotte Open 2016                          | $ 5.000   | Vikram Malhotra    |
| 29.04.–01.05. | Tauranga     | Devoy Squash & Fitness Open PSA 2016         | $ 5.000   | Evan Williams      |

### Mai
| Datum         | Ort                | Turnier                                               | Preisgeld | Sieger               |
| ------------- | ------------------ | ----------------------------------------------------- | --------- | -------------------- |
| 04.05.–07.05. | Lahore             | FMC International Men Squash Championship 2016        | $ 15.000  | Farhan Mehboob       |
| 05.05.–08.05. | Jerewan            | Grand Sport Armenia 2nd Challenger 5 2016             | $ 5.000   | Mazen Gamal          |
| 06.05.–08.05. | Hamilton           | Squash Waikato Open 2016                              | $ 5.000   | Evan Williams        |
| 11.05.–14.05. | Jersey             | Jersey Squash Classic 2016                            | $ 5.000   | Youssef Soliman      |
| 11.05.–14.05. | Mar del Plata      | Tour de las Americas – Mar del Plata Open 2016        | $ 5.000   | Robertino Pezzota    |
| 11.05.–14.05. | Paris              | IG Open de Paris 2016                                 | $ 25.000  | Chris Simpson        |
| 12.05.–14.05. | Lorient            | Seapiax Open Lorient 2016                             | $ 5.000   | Carlos Cornes        |
| 12.05.–15.05. | Houston            | Novum Energy Houston Open 2016                        | $ 50.000  | Marwan Elshorbagy    |
| 13.05.–15.05. | Darwin             | Squash NT Open 2016                                   | $ 5.000   | Zac Alexander        |
| 18.05.–21.05. | Bishop’s Stortford | Flo.Money Stortford Classic 2016                      | $ 10.000  | Charles Sharpes      |
| 18.05.–21.05. | Zürich             | Swiss IT Factory Swiss Open 2016                      | $ 10.000  | Kristian Frost       |
| 18.05.–21.05. | Guatemala-Stadt    | Sporta IX Torneo Internacional PSA Sporta 2016        | $ 50.000  | Borja Golán          |
| 18.05.–21.05. | Córdoba            | Tour de las Americas – PSA Cordoba Open 2016          | $ 5.000   | Robertino Pezzota    |
| 19.05.–22.05. | Ra’anana           | Ra’anana Squash Center 30th Anniversary Festival 2016 | $ 5.000   | Aqeel Rehman         |
| 24.05.–28.05. | Dubai              | PSA World Series Finals 2015/16                       | $ 160.000 | Grégory Gaultier     |
| 25.05.–28.05. | Resistencia        | Tour de las Americas – Regatas Resistencia Open 2016  | $ 10.000  | Arturo Salazar       |
| 25.05.–28.05. | Hongkong           | Meco HKFC International 2016                          | $ 25.000  | Mohd Nafiizwan Adnan |
| 26.05.–29.05. | Kent               | Select Gaming Kent Open 2016                          | $ 10.000  | Tom Ford             |
| 27.05.–29.05. | Perth              | City of Perth Squash Challenge Open 2016              | $ 5.000   | Zac Alexander        |
| 30.05.–03.06. | Tanta              | Arab Federation Open 2016                             | $ 10.000  | Shehab Essam         |

### Juni
| Datum         | Ort              | Turnier                                                    | Preisgeld | Sieger           |
| ------------- | ---------------- | ---------------------------------------------------------- | --------- | ---------------- |
| 01.06.–04.06. | Angers           | PSA Angers 2016                                            | $ 10.000  | Angus Gillams    |
| 01.06.–04.06. | Asunción         | Tour de las Americas – Paraguay Open 2016                  | $ 10.000  | Arturo Salazar   |
| 03.06.–05.06. | Prag             | City of Prague Open 2016                                   | $ 5.000   | Iker Pajares     |
| 04.06.–06.06. | Kalgoorlie       | City of Kalgoorlie & Boulder Golden Open 2016              | $ 5.000   | Mike Corren      |
| 09.06.–12.06. | Buenos Aires     | Tour de las Americas – Buenos Aires Tortugas Open 2016     | $ 5.000   | Leandro Romiglio |
| 09.06.–12.06. | Palmerston North | Fitzherbert Rowe Lawyers Palmerston North PSA Classic 2016 | $ 15.000  | Paul Coll        |
| 10.06.–12.06. | Funchal          | Madeira International Squash Tournament 2016               | $ 5.000   | Patrick Rooney   |
| 16.06.–19.06. | Christchurch     | Squashways Christchurch Open 2016                          | $ 10.000  | Paul Coll        |
| 23.06.–25.06. | Road Town        | British Virgin Islands Open Squash Championship 2016       | $ 5.000   | Jesús Camacho    |
| 23.06.–26.06. | Invercargill     | ILT - Community Trust NZ Southern Invercargill Open 2016   | $ 15.000  | Paul Coll        |
| 24.06.–25.06. | Gibraltar        | Gibraltar Squash Association Gibraltar Open 2016           | $ 5.000   | Jan Koukal       |
| 30.06.–02.07. | Christ Church    | BTMI Barbados Open 2016                                    | $ 5.000   | Joe Green        |

### Juli
| Datum         | Ort       | Turnier                            | Preisgeld | Sieger             |
| ------------- | --------- | ---------------------------------- | --------- | ------------------ |
| 01.07.–03.07. | Sydney    | NSW Squash Open Championships 2016 | $ 5.000   | Zac Alexander      |
| 06.07.–09.07. | Hongkong  | Contrex Challenge Cup 2016         | $ 5.000   | Wong Chi-Him       |
| 08.07.–10.07. | Devonport | Tasmanian Open 2016                | $ 5.000   | Zac Alexander      |
| 13.07.–16.07. | Adelaide  | South Australian Open 2016         | $ 5.000   | Vincent Droesbeke  |
| 22.07.–24.07. | Katowice  | Silesia Katowice PSA Open 2016     | $ 5.000   | Piëdro Schweertman |
| 29.07.–31.07. | Bendigo   | Bendigo International 2016         | $ 5.000   | Evan Williams      |

## Turniersieger
| Platz | Spieler                | Siege | WM 1 | WS 2 | In 100 3 | In 70 | In 50 | In 35 | In 25 | Ch 15 5 | Ch 10 | Ch 5 |
| ----- | ---------------------- | ----- | ---- | ---- | -------- | ----- | ----- | ----- | ----- | ------- | ----- | ---- |
| 1.    | Mohamed Elshorbagy     | 8     |      | 6    | 1        | 1     |       |       |       |         |       |      |
| 2.    | Zac Alexander          | 7     |      |      |          |       |       |       |       |         |       | 7    |
| 3.    | Paul Coll              | 5     |      |      |          |       |       |       | 1     | 2       | 2     |      |
| 4.    | Christophe André       | 4     |      |      |          |       |       |       |       |         |       | 4    |
| 4.    | Grégory Gaultier       | 4     | 1    | 2    | 1        |       |       |       |       |         |       |      |
| 4.    | Angus Gillams          | 4     |      |      |          |       |       |       |       |         | 1     | 3    |
| 4.    | Arturo Salazar         | 4     |      |      |          |       |       |       |       |         | 4     |      |
| 8.    | Tom Ford               | 3     |      |      |          |       |       |       |       |         | 3     |      |
| 8.    | Declan James           | 3     |      |      |          |       |       |       |       | 1       | 2     |      |
| 8.    | Vikram Malhotra        | 3     |      |      |          |       |       |       |       |         | 1     | 2    |
| 8.    | Omar Abdel Meguid      | 3     |      |      |          |       |       |       |       | 3       |       |      |
| 8.    | Mohamed Reda           | 3     |      |      |          |       |       |       |       | 2       | 1     |      |
| 8.    | Leandro Romiglio       | 3     |      |      |          |       |       |       |       |         |       | 3    |
| 8.    | Andrew Schnell         | 3     |      |      |          |       |       |       |       |         | 1     | 2    |
| 8.    | Piëdro Schweertman     | 3     |      |      |          |       |       |       |       |         |       | 3    |
| 8.    | Youssef Soliman        | 3     |      |      |          |       |       |       |       |         | 1     | 2    |
| 8.    | Evan Williams          | 3     |      |      |          |       |       |       |       |         |       | 3    |
| 18.   | Abdulla Mohd Al Tamimi | 2     |      |      |          |       |       |       |       | 1       | 1     |      |
| 18.   | Ben Coleman            | 2     |      |      |          |       |       |       |       |         | 2     |      |
| 18.   | Marwan Elshorbagy      | 2     |      |      |          | 1     | 1     |       |       |         |       |      |
| 18.   | Shehab Essam           | 2     |      |      |          |       |       |       |       |         | 1     | 1    |
| 18.   | Ali Farag              | 2     |      |      |          | 1     |       | 1     |       |         |       |      |
| 18.   | Mazen Gamal            | 2     |      |      |          |       |       |       |       |         |       | 2    |
| 18.   | Karim Abdel Gawad      | 2     |      |      |          | 1     |       | 1     |       |         |       |      |
| 18.   | Borja Golán            | 2     |      |      |          |       | 1     | 1     |       |         |       |      |
| 18.   | Addeen Idrakie         | 2     |      |      |          |       |       |       |       |         |       | 2    |
| 18.   | Douglas Kempsell       | 2     |      |      |          |       |       |       |       |         |       | 2    |
| 18.   | Martin Knight          | 2     |      |      |          |       |       |       |       |         |       | 2    |
| 18.   | Joshua Masters         | 2     |      |      |          |       |       |       |       |         |       | 2    |
| 18.   | George Parker          | 2     |      |      |          |       |       |       |       |         |       | 2    |
| 18.   | Reiko Peter            | 2     |      |      |          |       |       |       |       |         |       | 2    |
| 18.   | Robertino Pezzota      | 2     |      |      |          |       |       |       |       |         |       | 2    |
| 18.   | Aqeel Rehman           | 2     |      |      |          |       |       |       |       |         |       | 2    |
| 18.   | Chris Simpson          | 2     |      |      |          |       |       |       | 2     |         |       |      |
| 18.   | Wong Chi-Him           | 2     |      |      |          |       |       |       |       |         |       | 2    |
| 18.   | Ivan Yuen              | 2     |      |      |          |       |       |       |       |         |       | 2    |
| 18.   | Farhan Zaman           | 2     |      |      |          |       |       |       |       | 1       | 1     |      |
| 38.   | Mohamed Abouelghar     | 1     |      |      |          |       |       |       | 1     |         |       |      |
| 38.   | Mohd Nafiizwan Adnan   | 1     |      |      |          |       |       |       | 1     |         |       |      |
| 38.   | Miko Äijänen           | 1     |      |      |          |       |       |       |       |         |       | 1    |
| 38.   | Ramy Ashour            | 1     |      |      | 1        |       |       |       |       |         |       |      |
| 38.   | Alfredo Ávila          | 1     |      |      |          |       | 1     |       |       |         |       |      |
| 38.   | Christopher Binnie     | 1     |      |      |          |       |       |       |       |         |       | 1    |
| 38.   | Jesús Camacho          | 1     |      |      |          |       |       |       |       |         |       | 1    |
| 38.   | Mathieu Castagnet      | 1     |      |      |          | 1     |       |       |       |         |       |      |
| 36.   | Eddie Charlton         | 1     |      |      |          |       |       |       |       |         |       | 1    |
| 36.   | Alan Clyne             | 1     |      |      |          |       |       |       |       | 1       |       |      |
| 38.   | Stephen Coppinger      | 1     |      |      |          |       |       | 1     |       |         |       |      |
| 38.   | Carlos Cornes          | 1     |      |      |          |       |       |       |       |         |       | 1    |
| 38.   | Mike Corren            | 1     |      |      |          |       |       |       |       |         |       | 1    |
| 38.   | Ryan Cuskelly          | 1     |      |      |          |       |       | 1     |       |         |       |      |
| 38.   | Geoffrey Demont        | 1     |      |      |          |       |       |       |       |         |       | 1    |
| 38.   | Vincent Droesbeke      | 1     |      |      |          |       |       |       |       |         |       | 1    |
| 38.   | Kristian Frost         | 1     |      |      |          |       |       |       |       |         | 1     |      |
| 38.   | Chris Fuller           | 1     |      |      |          |       |       |       |       |         |       | 1    |
| 38.   | Mark Fuller            | 1     |      |      |          |       |       |       |       |         |       | 1    |
| 38.   | Campbell Grayson       | 1     |      |      |          |       |       |       |       | 1       |       |      |
| 38.   | Stéphane Galifi        | 1     |      |      |          |       |       |       |       |         |       | 1    |
| 38.   | Saurav Ghosal          | 1     |      |      |          |       |       | 1     |       |         |       |      |
| 38.   | Joe Green              | 1     |      |      |          |       |       |       |       |         |       | 1    |
| 38.   | Chris Hanson           | 1     |      |      |          |       |       |       |       |         |       | 1    |
| 38.   | Jaymie Haycocks        | 1     |      |      |          |       |       |       |       |         |       | 1    |
| 38.   | Rex Hedrick            | 1     |      |      |          |       |       |       |       |         | 1     |      |
| 38.   | Joel Hinds             | 1     |      |      |          |       |       |       |       |         |       | 1    |
| 38.   | Matthew Hopkin         | 1     |      |      |          |       |       |       |       |         |       | 1    |
| 38.   | Nasir Iqbal            | 1     |      |      |          |       |       |       | 1     |         |       |      |
| 38.   | Raphael Kandra         | 1     |      |      |          |       |       |       |       |         | 1     |      |
| 38.   | Danish Atlas Khan      | 1     |      |      |          |       |       |       |       |         | 1     |      |
| 38.   | Shahjahan Khan         | 1     |      |      |          |       |       |       |       |         |       | 1    |
| 38.   | Jan Koukal             | 1     |      |      |          |       |       |       |       |         |       | 1    |
| 38.   | Joshua Larkin          | 1     |      |      |          |       |       |       |       |         |       | 1    |
| 38.   | Max Lee                | 1     |      |      |          |       | 1     |       |       |         |       |      |
| 38.   | Joel Makin             | 1     |      |      |          |       |       |       |       |         |       | 1    |
| 38.   | Mahesh Mangaonkar      | 1     |      |      |          |       |       |       |       | 1       |       |      |
| 38.   | Grégoire Marche        | 1     |      |      |          |       |       |       |       |         | 1     |      |
| 38.   | Baptiste Masotti       | 1     |      |      |          |       |       |       |       |         |       | 1    |
| 38.   | Farhan Mehboob         | 1     |      |      |          |       |       |       |       | 1       |       |      |
| 38.   | Eain Yow Ng            | 1     |      |      |          |       |       |       |       |         |       | 1    |
| 38.   | Iker Pajares           | 1     |      |      |          |       |       |       |       |         |       | 1    |
| 38.   | Daniel Poleshchuk      | 1     |      |      |          |       |       |       |       |         |       | 1    |
| 38.   | Patrick Rooney         | 1     |      |      |          |       |       |       |       |         |       | 1    |
| 38.   | Jens Schoor            | 1     |      |      |          |       |       |       |       |         | 1     |      |
| 38.   | Lucas Serme            | 1     |      |      |          |       |       |       |       | 1       |       |      |
| 38.   | Charles Sharpes        | 1     |      |      |          |       |       |       |       |         | 1     |      |
| 38.   | Jaakko Vähämaa         | 1     |      |      |          |       |       |       |       |         |       | 1    |
| 38.   | Jan Van den Herrewegen | 1     |      |      |          |       |       |       |       |         |       | 1    |
| 38.   | Andrew Wagih           | 1     |      |      |          |       |       |       |       |         |       | 1    |
| 38.   | Adrian Waller          | 1     |      |      |          |       |       |       |       | 1       |       |      |
| 38.   | James Willstrop        | 1     |      |      |          |       |       |       | 1     |         |       |      |

 1 PSA Weltmeisterschaft

 2 PSA World Series

 3 PSA International

 4 PSA Challenger